# Robiquetia amboinensis
Robiquetia amboinensis är en orkidéart som först beskrevs av Johannes Jacobus Smith, och fick sitt nu gällande namn av Johannes Jacobus Smith. Robiquetia amboinensis ingår i släktet Robiquetia och familjen orkidéer. Inga underarter finns listade i Catalogue of Life.